# Фторобораты
Фторобораты — группа химических соединений, соли фтороборных кислот. Важнейшие из них — тетрафторобораты — производные тетрафтороборной кислоты HBF4.

## Получение
Тетрафторобораты получают взаимодействием фтористоводородной кислоты с H3BO3 или BF3.
Тетрафторобораты металлов синтезируют действием HBF4 на металлы, оксиды или карбонаты металлов либо реакцией BF3 с фторидами металлов, H3BO3 — с гидрофторидами металлов и т. п.

## Примеры
- Тетрафтороборат лития
- Тетрафтороборат меди(II)
- Тетрафтороборат рубидия
- Тетрафтороборат серебра